# Романов, Александр Иванович
Алекса́ндр Ива́нович Рома́нов (3 ноября 1948, Саратов — 28 января 2023) — историк, советский левый диссидент, участник Группы революционного коммунизма, политзаключённый в 1969—1975 годах, автор книги воспоминаний  о создании Группы революционного коммунизма и годах, проведенных в лагере .

## Детство и юность
Родился 3 ноября 1948 года в Саратове. Отец — Романов Иван Иванович, шофёр. Мать — Романова Мария Андрияновна, работница саратовской швейной фабрики.
Детство и юность Александра Романова прошли в Саратове. Посещал школу юных историков при историческом факультете Саратовского университета.
В 1966 году Александр Романов поступил на исторический факультет Саратовского государственного университета.

## Группа революционного коммунизма(ГРК)
В 1967 году Александр Романов был одним из организаторов подпольной марксистской группы, преобразовавшейся в дальнейшем в Группу революционного коммунизма (ГРК). Подпольная организация состояла из студентов Саратовского юридического института, Саратовского государственного университета, а также студентов Рязани и Петрозаводска.
В ночь с 28 на 29 августа 1969 года Александр Романов вместе с другим членами саратовской группы ГРК был арестован КГБ. Руководил следствием по делу Романова, по ст. 70 ч. 1 УК РСФСР (антисоветская агитация и пропаганда), следователь Саратовского УКГБ Мартемьянов.
С 5 января по 16 января 1970 года в Саратовском областном суде проходил процесс по делу Группы революционного коммунизма. Председательствовал судья Теплов. Члены ГРК получили различные сроки лишения свободы. Александр Романов был приговорен к 6 годам заключения.

## Лагерь иВладимирская тюрьма
С мая 1970 г. Романов отбывал срок в мордовских политлагерях — в 19-й зоне Дубравлага.
За неоднократное участие в акциях протеста политзаключенных Александр Романов был помещен в ПКТ (помещение камерного типа).
В августе 1971 года Романову строгий режим был изменён на тюремный. В сентябре 1971 года он был переведен во Владимирскую тюрьму. В 19-й зоне Дубравлага 14 заключенных  начали голодовку в знак протеста против перевода Романова. 
В мордовских политлагерях и Владимирской тюрьме Александр Романов много общался с политзаключёнными, придерживавшимися иных взглядов. Вследствие этого он отошёл от марксизма, стал православным христианином.

## После освобождения
29 августа 1975 года Александр Романов был освобождён по окончании срока лишения свободы.
Над ним был установлен надзор КГБ, который всячески препятствовал его попыткам трудоустроиться.
По требованию КГБ он был уволен с работы на почте, затем — с работы в тресте Саратовнефтефизика.
Вплоть до середины 90-х годов Александр Романов был вынужден заниматься неквалифицированным трудом. Долгое время он работал кочегаром котельной.
В 1992 году Романов получил, наконец, возможность завершить своё университетское образование, получив диплом историка.
В последнее время Александр Романов проживал в Саратове, занимался вопросами философии и истории. Основные интересы Александра Романова — русская религиозная мысль, в особенности — Николай Фёдоров, а также история правозащитного движения в СССР. Он также являлся автором изящных поэтических миниатюр и культур-критической прозы.
Скончался 28 января 2023 года.

### Книги
- Романов А.И. Время собирать камни // Волжский архив: Летопись. Воспоминания. Культура. – Саратов, 1996. – С. 54-137. – (Журнал "Волга" : спец. вып. – 1996. –  № 5/6).
- Романов А. И. Воспоминания. — Музыка и быт, 2017. — 200 с. — ISBN 978-5-9758-1654-2.

### Статьи
- Романов А.И. Новые страницы саратовского краеведения  // Литературный журнал "Волга", № 3-4, 2010 г. С. 224-231.
- Романов А.И. За пределами книги  // Литературный журнал "Волга", № 5-6, 2017 г. С. 280-282.

### Интервью
- Интервью для передачи "Вечера над Волгой"

}}